# سمأل

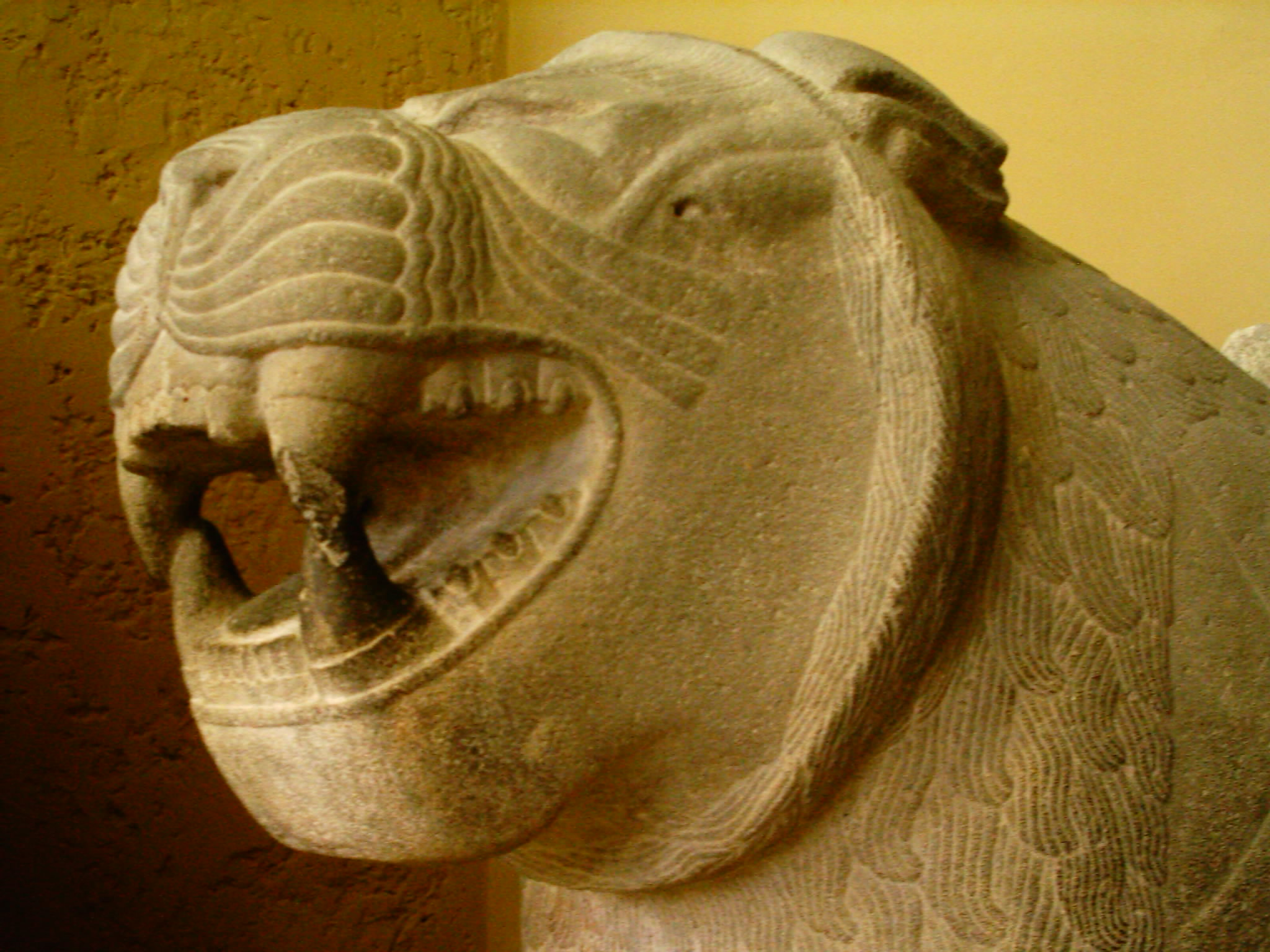
منحوتات أسد من البازلت من بوابة القلعة الداخلية في سمأل/زنجرلي من القرن الثامن. (متحف بيرجامون، برلين)

كانت سمال (أيضًا زنجرلي وياودي وبيت جبار) هي مدينة تقع في جنوب شرق تركيا على بعد عشرة كيلومتر شمال شرق اسلاهية و 70 كيلومتر غازي عنتاب. كانت جنوب غرغوم (ماراش) وشرق هيلاكو (كيليكيا).

## الاسم
الاسم الحالي زنجرلي هيوك (بالتركية: Zincirli Höyük)‏ يعني «تل متسلسل». يفسر ذلك واقعة أن الجدار الخارجي يلتف حول التل كإكليل من الزهور.
ويمكن أن يعزى اسم سمأل إلى «اليسار» من معنى الجذر شمال السامي. بما أن «الشمال» على اليسار عند النظر إلى الشرق، يمكن ترجمة سمأل كـ «أرض الشمال».
لا يمكن تفسير اسم أودي حتى الآن.
بت جبار، يترجم إلى «بيت جبار»، وجبارو Gabbaru هو مؤسس السلالة الحاكمة في سمأل، والاسم في حد ذاته ربما يعني «القوي» مع الجذر جبر  وله معاني «البطل / القائد» المهم.

## تضاريس

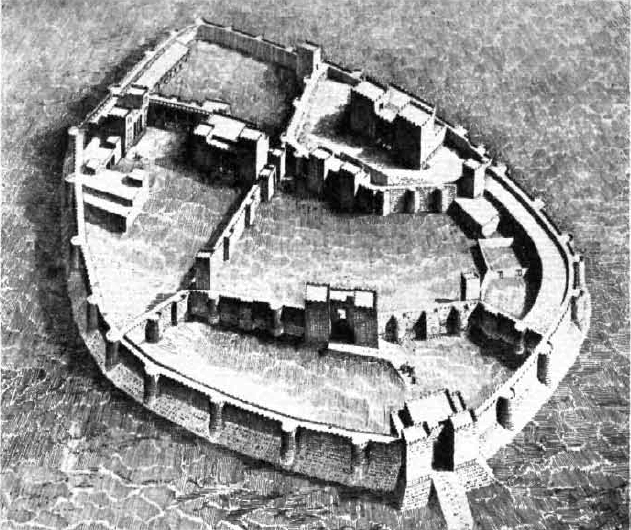
قلعة سمال
إعادةرسم/إعمار

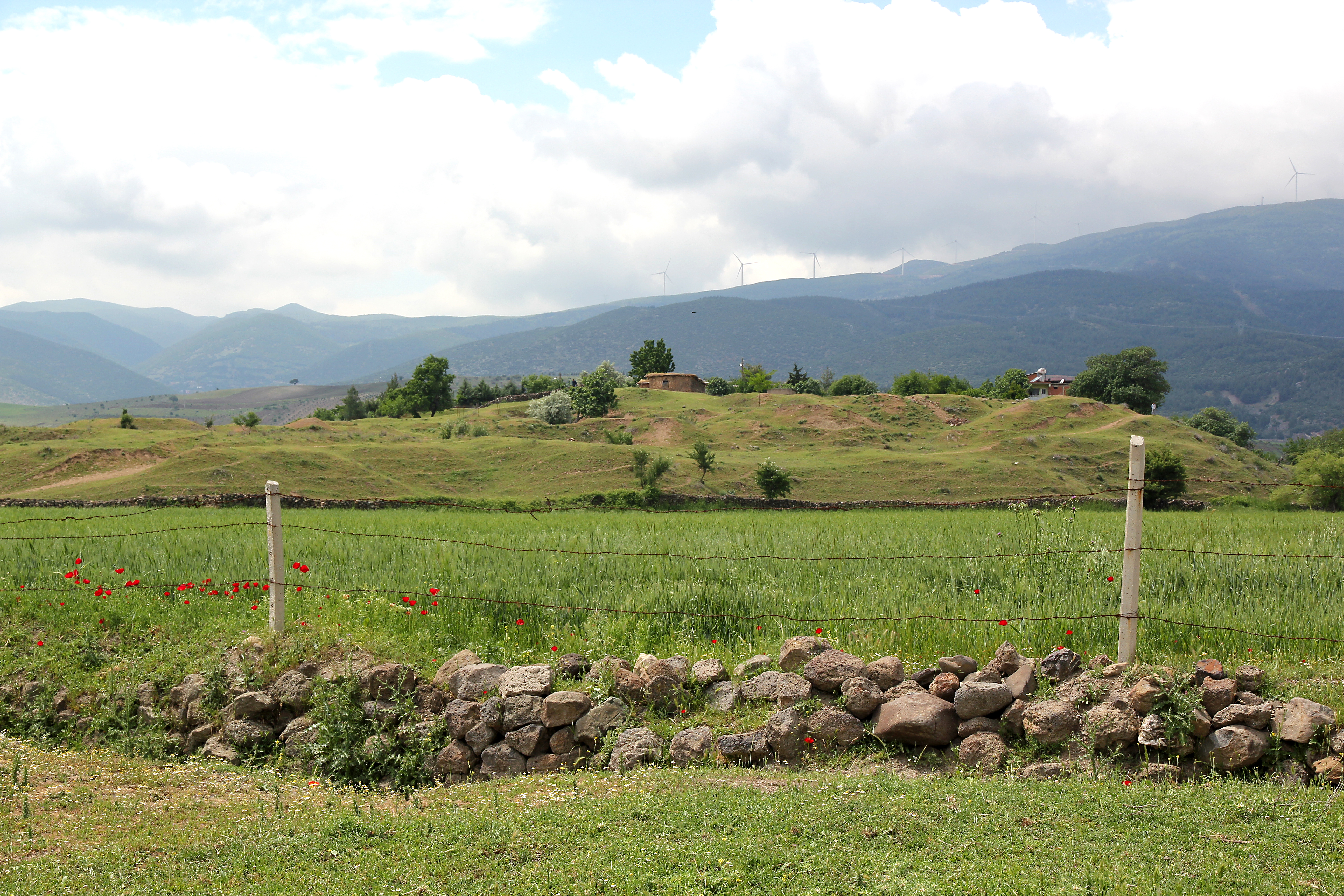
تل زنجرلي (Zincirli Höyük)

تقع المدينة في سهل عند سفح جبال نور (Nur Dağları). كانت المدينة متناظرة إلى حدٍّ ما ومحمية بسور مزدوج شبه دائري يبلغ قطره من 720 إلى 800 متر . كان سمك كل جدار المبني من طوب اللبن المجفف بالهواء أكثر من ثلاثة أمتار وتبلغ المسافة بينهما سبعة أمتار. كان للجدران حوالي 100 نتوء لأبراج المراقبة وثلاثة مداخل. داخل الجدران كان الحيّز السكني.
فوق المدينة، على تل طبيعي، كانت هناك قلعة ذات شكل بيضاوي غير منتظم. وكان هناك مدخل واحد فقط في جدار التحصين الخارجي من الجنوب، وكان محميًا من قبل اثنين متوالين من بوابات بنمط الكماشة Zangentor. خلفه وجدت الأبنية الأخرى، التي كانت مفصولة عن بعضها البعض بالجدران المستعرضة. على القلعة كانت العديد من القصور في من نمط بيت خيلاني، أي بمدخل له أعمدة خشبية مزخرفة والفسحة الرئيسية المستعرضة. تحتوي القلعة أيضًا على قصور آشورية (G ، J ، K ، H 1-5) ومخازن.
بوابات المدينة الثلاثة، بوابات الغرف Kammertore بين برجين مرتفعين، مزينة بألواح بازلت مقوشة (جلاميد)، وهي نموذج من أواخر فترة الحثيين. من القرن 9 قبل الميلاد في القرن الثالث قبل الميلاد هناك تمثالين منحوتين لأسد، بالإضافة إلى تمثال أبو الهول، الذي يُفترض أنه ينتمي إلى الزخرفة التصويرية للبوابة. حوالي 25   كم جنوب شرق وجدت ورشة نحت في يسمك Yesemek، حيث تم تصنيع أبو الهول.

## تاريخ
التاريخ الدقيق لنشوء يأيدي/ ياودي غير معروف. ومع ذلك، ثبت بالتأكيد أن دولة المدينة في بداية الألفية الأولى قبل الميلاد أسسها المهاجرون الآراميون وأعيد تسميتها يأيدي / سمأل. لم يتم الحفاظ على الاسم الأصلي لهذه المنطقة، ولكنها كانت تنتمي في السابق إلى الإمبراطورية الحثية.
حارب شلمنصر الثالث وفق تقريره على نصب كورخ، مع حلفاء من بت عديني، كاركميش وأونقي (عمق) ضد ياودي. في أواخر القرن 8 قبل الميلاد صارت سمأل تحت الحكم الآشوري.

### مملكة سمأل
مملكة سمأل (باللغة السمألية ياديا أو يأديا وباللغة الآرامية يوديا) كانت قوة متوسطة في الشرق الأوسط في النصف الأول من الألفية الأولى ق.م. وهي بالقرب من جبال النور، حيث سمأل هي العاصمة.
كان مؤسس الأسرة الآرامية هو الملك جبار، ويرجع تاريخه إلى حوالي 900 ق.م. وتعتبر الشواهد الملكية والألواح الحجرية من فترة كيلاموا وباناموا الثاني المصادر الرئيسية للبيانات التاريخية حول تلك الفترة الزمنية.

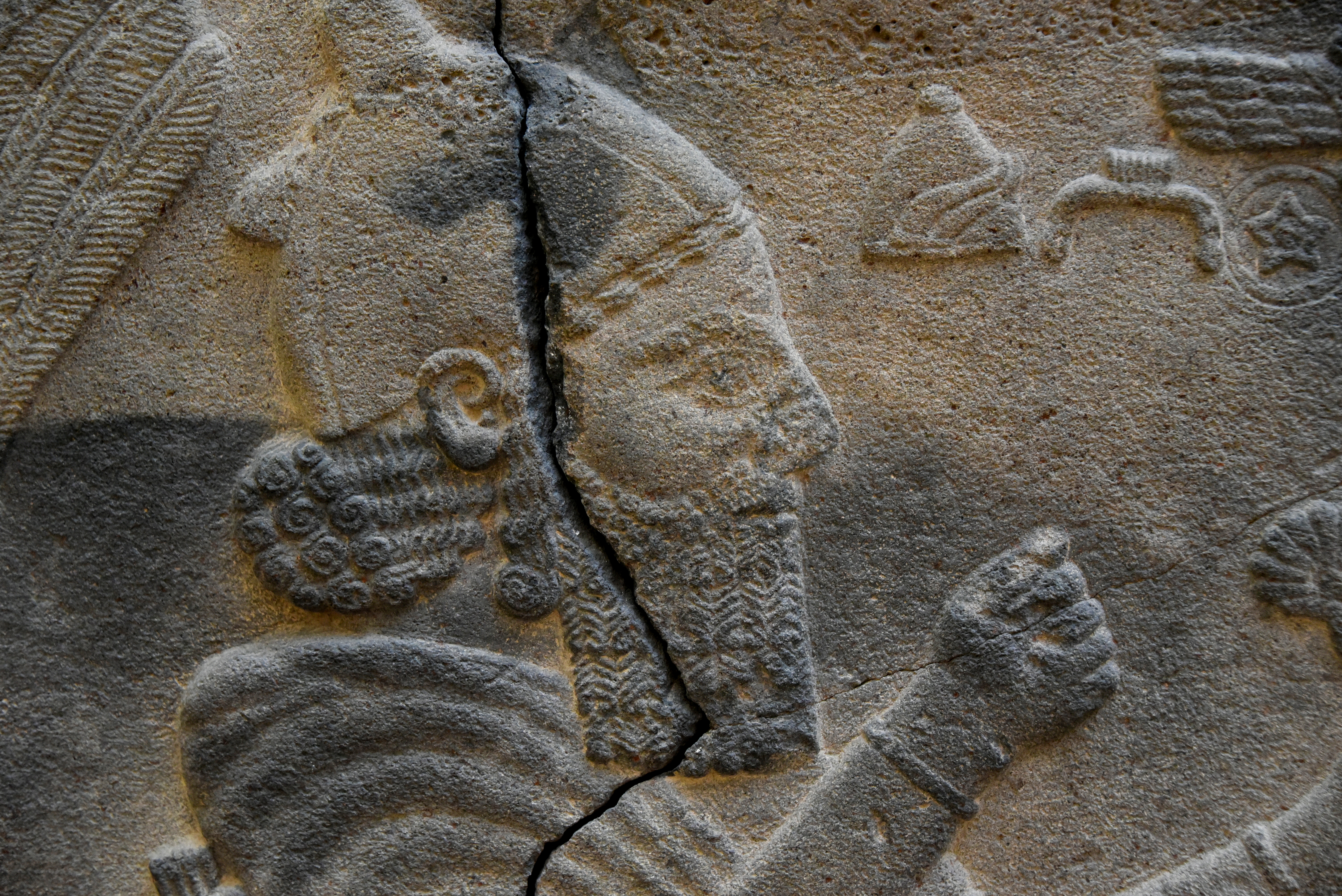
نقش الملك بريكوب

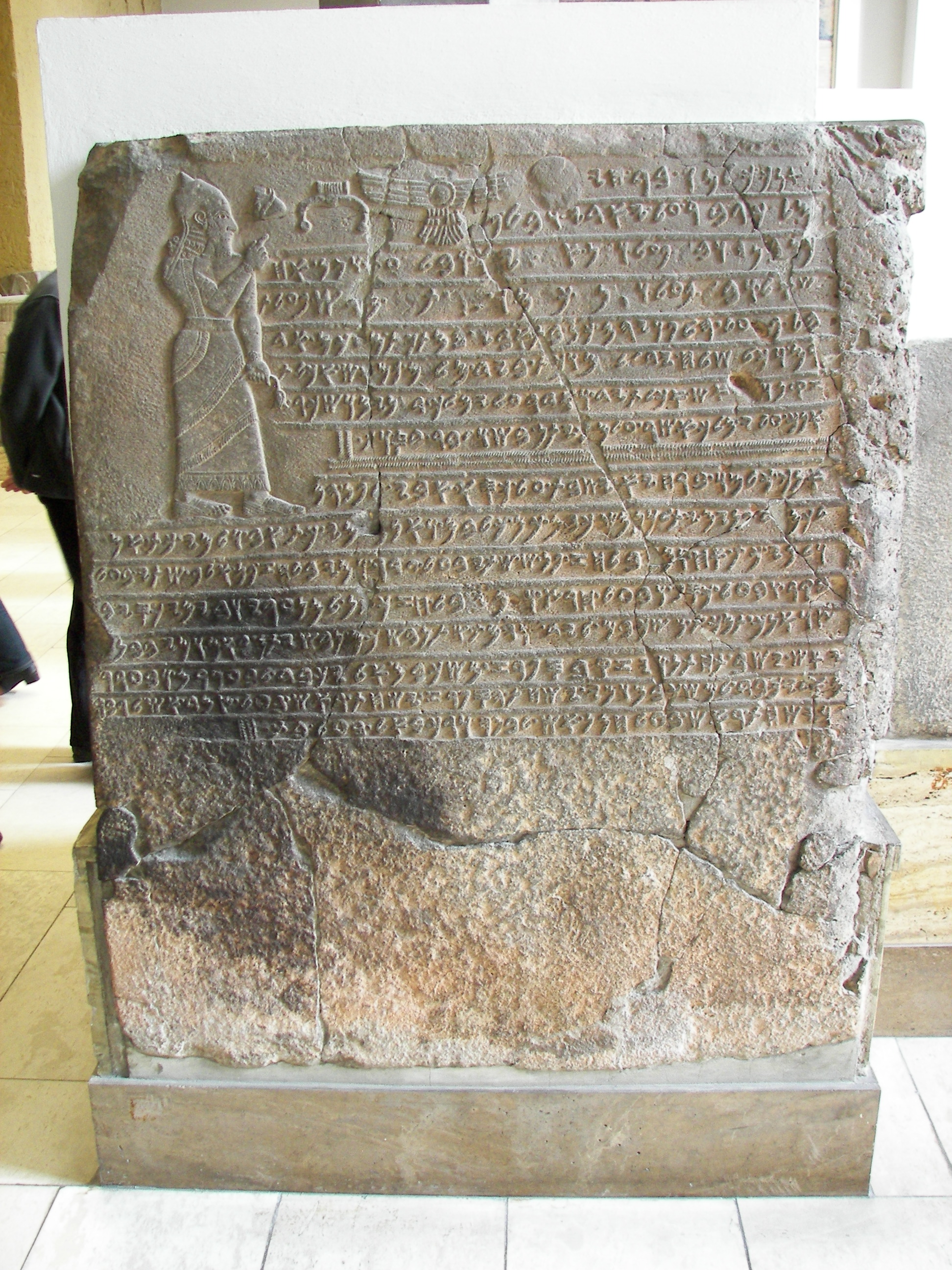
نقش كيلامو
(متحف بيرغامون)

يعود نقش كيلامو (ومكتوب باللغة الفينيقية) وبالأحرف الآرامية القديمة للأبجدية الفينيقية في القرن 8 ق.م، وعُثر عليها سنة 1902، وهي للملك كيلاموا وهو بالملابس الملكية الآشورية. رموزه هي الخوذة ذات القرون، والقوس، وأشعة الشمس المجنحة والقمر الهلال. النمط الأدبي يتوافق مع الممارسات السائدة في الساحل الشامي. كما عثر أيضا على صولجان كيلاموا سنة 1943. وهو عبارة عن قطعة ذهبية صغيرة منقوشة في نوع قديم مماثل من الأبجدية الفينيقية.
أصبحت المملكة قوة متوسطة في نهاية القرن العاشر ق.م. لقد توسعت من كونها دولة مدينة واكتسبت أراض من كركميش، حول أضنة من قوء وظلت مستقلة، ولم تصبح جزءًا من قيليقية. في سنة 859 ق.م الملك حيانو من إنقاذ أليموس، حيث لم يشارك في معركة قرقور سنة 853 ق.م، ولكن تم منع آشور بالتوسع في المنطقة الغربية. على الرغم من أن الحملة الآشورية في 825 ق.م احتلت الأراضي مهمة للسمأل واجتيحت قوء، ولكن أعيد تنظيمها باسم دين ين. وبعد وفاة شلمنصر الثالث استقلت سمال مرة أخرى.
كان لبعض حكام سمأل سياسات توسعية عدوانية. وانضم آخرون إلى أحد التحالف السوري المناهض للآشوريين. المصادر الآشورية غير واضحة فيما يتعلق بسمأل، ولكنها كانت واحدة من الدول التابعة لآشور في سجلات شلمنصر الثالث. على الرغم من أنه في حوالي سنة 830 ق.م صرح أزيتاوادا ملك دين ين، أن السمأل هي دولة تابعة له - وفي الوقت نفسه يذكر كيلاموا على لوحته أنه استأجر آشور ضد دين ين. تشير مصادر أخرى من نفس الفترة إلى سمأل كدولة تابعة لدين ين وآشور أرادت احتلال هذه المنطقة. قد يعرض كيلامو على دين ين أن تكون دولة تابعة. قبل ذلك يجب أن يهزم خصمه الأكبر أزيتاوادا. انتصر الآشوريون على دين ين وسمأل سنة 825 ق.م. وقد استقلت سمأل بعد وفاة شلمنصر الثالث.
هناك رأي بديل يفيد بأن يوديا وسمأل كانا في الأصل أسرتين ملكيتين منفصلتين وأن سمأل هو الأصغر، حارب الآشوريين في أليموس سنة 859 ق.م، وفي 858 ق.م عندما عبر شلمنصر الثالث نهر الفرات لأول مرة. ومرة أخرى في 853 ق.م في معركة قرقور. تأسست مملكة سمأل على يد حيانو وكان خليفته أهابو سريلايا (زنجرلي) في سنة 854 ق.م. في حين أن جبار مؤسس اليوديا وخلفائه أصبحوا دولة تابعة للآشوريين. وهذا يوضح سبب إدراج شلمنصر الثالث ليوديا (بيت جباري) دولة تابعة ولكن ليس سمأل. أرادت مملكة يوديا فتح ممر بين آشور ودين ين. ومنعته القوات السورية الموحدة. تم تفكيك هذه الوحدة سنة 825 ق.م. بعد وفاة شلمنصر الثالث، لم تستطع دينين احتلالها لكن السمآليين استطاعوا احتلالها. ضمت سمأل ضم اليوديا وانتقل إلى قصر كيلاموفا.
في النهاية احتلت آشور البلاد تحت حكم سرجون الثاني سنة 717 ق.م.

### نصب فنموا الثاني Panam-muwa II
من خلال تقرير مفصل على النقش باللهجة اليائدية من نقوش برراكب المخصص لأبيه افنام - موا  الثاني، (الفينيقية، الآرامية)، يمكن أن تكون الأحداث في هذه الفترة مفهومة: 
الخلفية التاريخية هي للنقش حملة تغلات - بلاصر الثالث. ضد ائتلاف يقوده عزاريا. بعد انتصار تغلات - بلاصر الثالث صارت دول المدن سميرا Sumura، عرقة، وسنو Usnu وسيانو تابعة لولاية حماة الآشورية، ولكن دون أن تفقد استقلالها.

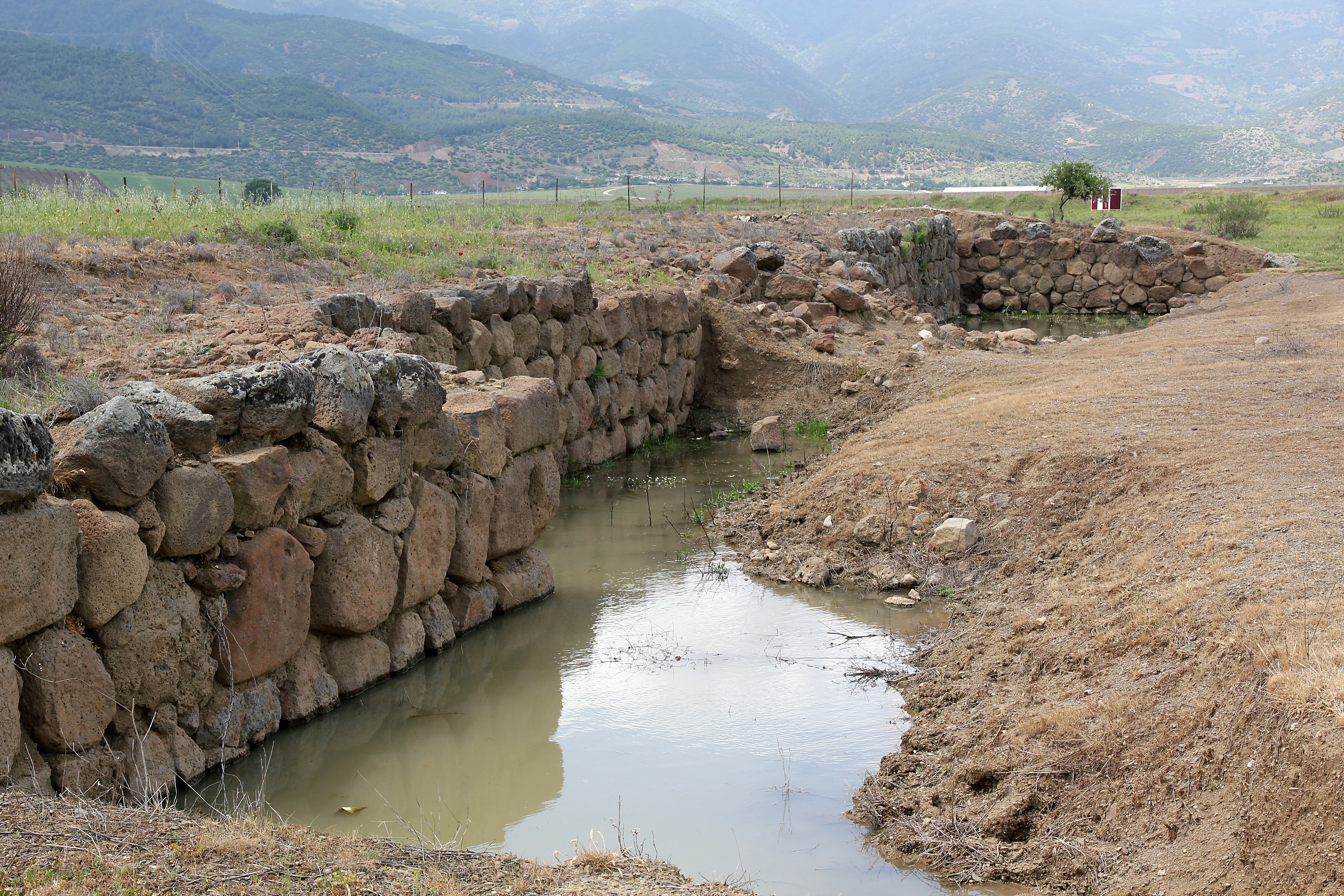
أسوار المدينة عند البوابة الشمالية الشرقية

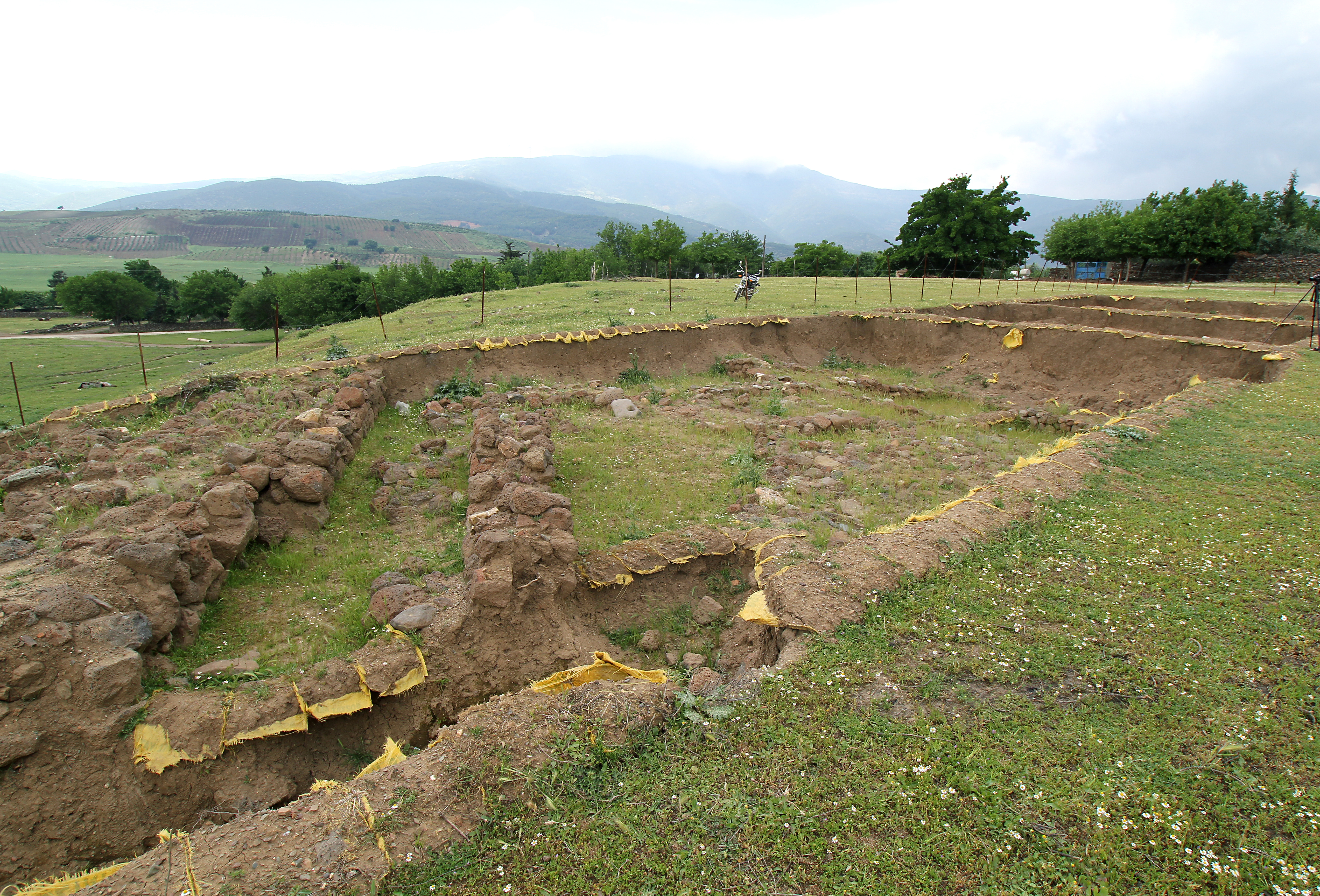
الحفريات في القلعة الجنوبية

## قائمة ملوك المدينة
يحمل عدد من النقوش الآرامية أسماء حكام المدينة.
- جبارو، «والد حيانو/حيا»
- باماخ/بمه Bamaḫ، ابن جبارو (حتى حوالي 860 قبل الميلاد)
- حيانو/حيا، ابن بمه/باماخ (حوالي 860-850 قبل الميلاد)
- شال (المطلوب)، ابن حيانو/حيا (من 850 إلى 840 قبل الميلاد)
- كيلاموا، ابن حيانو/حيا (840-830 قبل الميلاد، نقش كيلامو حوالي 830 ق م)
- فنموا الأول (بن صور/بر-سور)
- عازريا (739 قبل الميلاد)
- فنموا الثاني. (ابن بر-سور) (739-733 قبل الميلاد)
- برراكب (733 قبل الميلاد حتى 713 ق.م كأقصى حد)

## تاريخ الحفريات
تم حفر سمأل على خمس مراحل بين عامي 1888 و 1902م. كشف كل من كارل هيومن وأوتو بوشستين وفيليكس فون لوشان وروبرت كولدفاي عن مقر حكومي مبكر تم تصميمه بشكل جيد في العصر الحديدي. منذ عام 2006م، قام فريق من المعهد الشرقي لجامعة شيكاغو، بقيادة ديفيد شلوين، بالحفر في زنجرلي.